# Didona in Enej
Didona in Enej (latinsko Dido et Aeneas) je opera v treh dejanjih skladatelja Henryja Purcella. 

## Ozadje
Besedilo za opero je skladatelj dobil pri Nahumu Tatenu, ki je srečanje kraljice Didone in Eneja že enkrat uporabil v svojem dramskem delu Brutus of Alba. Za Purcellovo opero je tekst spisal na novo, vendar ne najbolje. Ni povsem jasno, kakšna je bila vloga skladatelja pri nastajanju literarne osnove, znano je le, da je Purcell prvotni tekst mnogokje spreminjal, nadomestil npr. Junono s čarodejkami in celo vnesel podobo Belinde. V tej obliki, po kakršni je komponirana, je prav dobro služil Purcellu, da je mogel ustvariti izredno monumentalno, hkrati pa čustveno globoko delo.
Opera je pisana kot zaporedje čudovitih zborovskih stavkov, arij in duetov, ki jih povezujejo dramatično napeti recitativi. Zbor spremlja dogajanje na odru: komentira, svetuje in opisuje. Njegova vloga je torej podobna onim iz grških tragedij. Plesni vložki so vtkani neprisiljeno in logično.
Eno izmed muzikalno najlepših mest je Didonino slovo, arija, ki jo uvaja prekrasni recitativ: »In zdaj, Belindda, daj mi roko ...«
Ekonomičnost v instrumentaciji  Didone je razumljiva, če vemo, da je bila opera napisana za dekliški kolegij v Chelsei. Plesni učitelj Josis Priest, ki je omenjeni kolegij vodil, je bil iniciator dela in prvih uprizoritev.

## Zgodba
Ob prihodu trojanskega gosta Eneja dvorjani v Kartagini računajo, da bo zveza med Didono in Enejem povzdignila ugled njihove države in koristila razcvetu obeh kraljestev. Didona nekaj časa okleva, nazadnje pa le popusti Enejevim ljubezenskim prošnjam. V Kartagini zavlada veliko veselje. Zadovoljstvo nepričakovano skali hudobna čarovnica, ki naroči eni izmed svojih vešč, naj v podobi Zevsovega odposlanca pripravi Eneja do takojšnjega odhoda iz Kartagine. Obenem razbesni vetrove, ki prekinejo prijeten lov.
Enejevi mornarji se poslavljajo od kartažanskih deklet in pripravljajo ladje za odhod. Didona si s spremljevalko Belindo in z ostalimi družicami napačno razlaga vzroke nenadnega Enejevega odhoda. Enej ji sicer pojasnjuje srečanje z Zevsovim odposlancem in hoče celo spremeniti svoj sklep, kar pa Didona odkloni. Zapuščena in strta kmalu po Enejevem odhodu umre.

## Izvedbe opere v Sloveniji
1. Grad Brežice 15. julija 2000 (dirigent: Richard Boothby)
2. Grad Mokrice 27. julija 2011 (dirigent: Stojan Kuret)
3. Ljubljana 29. julija 2011
4. Grad Zemono 31. julija 2011